# Nazo Tokhi
Nazo Tokhi (Pasjtoe: نازو توخي ) beter bekend als Nazo Anaa ( نازو انا ) (Spogmayiz Gul vlak bij Thazi, Kandahar, Afghanistan, 1659 - 1717 Kandahar, Afghanistan) was een vooraanstaande en geleerde dichteres in de Afghaanse taal. Ze staat bekend als krijger en als moeder van Mirwais Hotaki. Zij wordt door de Afghanen vereerd als een heldin en Nazo Anaa genoemd, Pasjtoe voor "Nazo de Grootmoeder". Er zijn in heel Afghanistan scholen en andere instellingen naar haar vernoemd.

## Levensloop
Nazo Tokhi kwam ter wereld als de dochter van Sultan Malakhai Tokhi. Haar vader was een belangrijk stamhoofd, die veel aandacht aan haar opvoeding besteedde. Hij introduceerde haar ook bij de oudsten en ze leerde belangrijke personen in Kandahar kennen, wat haar tot een geleerde figuur maakte en een prominent dichteres. Haar bijdragen als dichteres in de Afghaanse taal worden tot de dag van vandaag beschouwd als uniek en van een onschatbare waarde. Nazo Tokhi werd op haar 23e moeder van Mirwais Hotaki.

## De droom van Nazo
Nadat Mirwais was geboren (1673) kwam Baitt Neeka, ook wel Baitt Baba genoemd, in een droom tot haar. Baitt Neeka was een oude en beroemde leider van de Afghanen. Hij vertelde Nazo in haar droom om goed te zorgen voor haar pasgeboren baby, omdat hij later het land zou dienen. Nazo herinnerde haar zoon van tijd tot tijd aan de wonderbaarlijke droom en adviseerde hem om rechtvaardig te zijn. De jonge Mirwais volgde zijn moeders advies en werd een groot leider van de Afghanen.